# Batubantar
Batubantar is een bestuurslaag in het regentschap Pandeglang van de provincie Banten, Indonesië. Batubantar telt 4021 inwoners (volkstelling 2010).